# کشته‌شدگان اعتراضات آبان ۱۳۹۸ ایران

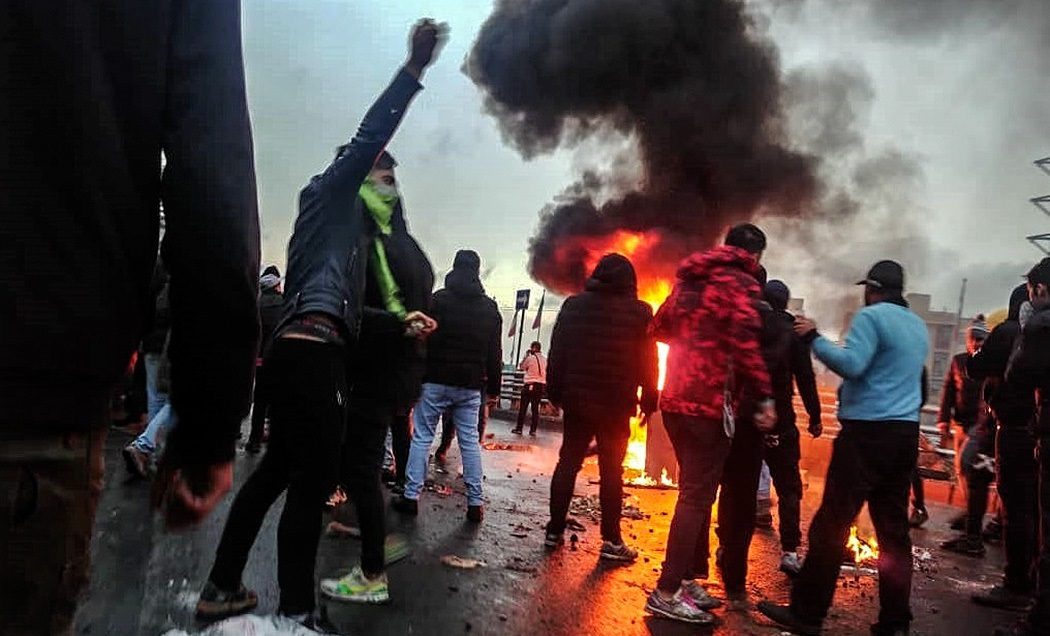
اعتراضات در شهر تهران در ۲۶ آبان ۱۳۹۸

در آبان سال ۱۳۹۸، در پی سهمیه‌بندی سوخت و افزایش قیمت بنزین، اعتراضات مردمی و ضد حکومتی در بیشتر نقاط ایران آغاز شد. اعتراضات آبان ۱۳۹۸ ایران از شامگاه ۲۴ آبان ماه در شهرهای مختلف آغاز شد و گسترش یافت. بر اساس گزارش نهادهای امنیتی ایران، ۲۹ استان و صدها شهر دستخوش ناآرامی‌های پس از افزایش قیمت بنزین بودند. تصاویر فراوانی که توسط شهروندان گرفته شده است، نشان می‌دهد که نیروهای امنیتی، سپاه پاسداران و بسیج با استفاده از سلاح‌های جنگی در نقاط مختلف کشور، به سوی معترضان به صورت مستقیم و هدفمند تیراندازی مستقیم کرده‌اند. در موردی همچون ماهشهر، تصاویر نشان می‌دهد که نیروهای سپاه پاسداران با استفاده از سلاح‌های نیمه سنگین جنگی، همچون دوشکا و تیربار، معترضان را هدف قرار دادند. تلویزیون ایران معترضان در ماهشهر را اغتشاش‌گرانی خواند که قصد تصرف پتروشیمی ماهشهر را داشتند.
خبرگزاری فرانسه در گزارشی تحقیقی نشان می‌دهد که بیش از ۷۵۰ تصویر و ویدئو از تیراندازی توسط نیروهای امنیتی و کشته و زخمی شدن معترضان به جای مانده است.
در ۳۱ اردیبهشت ۱۳۹۹ سازمان عفو بین‌الملل جزئیات مرگ ۳۰۴ نفر از معترضان آبان ۱۳۹۸ در ایران را منتشر کرد. بر اساس این گزارش آن‌ها در فاصله ۲۴ تا ۲۸ آبان توسط نیروهای امنیتی کشته شدند.
خبرگزاری رویترز در روز در ۲۳ دسامبر ۲۰۱۹ تعداد کشته‌شدگان را بر اساس دریافت آمار از سه مقام وزارت کشور ایران که خواسته‌اند نامشان فاش نشود، حدود ۱٬۵۰۰ تن در ۱۹۰ شهر اعلام کرد که تا کنون اسامی ۵۴۷ تن از آن‌ها مشخص شده است. از سویی برخی پژوهش‌ها نشان می‌دهد بیش از ۷۵۰۰ مرگ بدون دلیل در پاییز سال ۱۳۹۸ و ۶۳۰۰ مرگ بدون دلیل در آبان ۱۳۹۸ ثبت شده است که علت این مرگ‌ومیر کرونا، آنفولانزای فصلی، تصادفات جاده‌ایی و حوادث طبیعی نبوده است.
در زمان اعتراضات، رسانه‌ها و افراد نزدیک به حکومت ایران کمپین ضداطلاعات بزرگی به راه انداختند تا این‌طور القا کنند که معترضان از اشرار بوده‌اند و نه مردم عادی و در نتیجه سرنوشت یا زندگی‌شان اهمیت چندانی ندارد. این رویکرد با تاکیدات علی خامنه‌ای همسو بود که در سخنرانی ۲۶ آبانش، با اشاره به وقایعی همچون آتش زدن یک بانک تأکید می‌کرد: «در یک چنین حوادثی معمولاً اشرار، کینه‌ورزان، انسان‌های ناباب وارد میدان می‌شوند… اینها اشرارند، این کارها کار مردم معمولی نیست». انتشار گستردهٔ اخبار جعلی در مورد میزان تلفات نیروهای امنیتی یا افرادی که در حال دفاع از منازل خود در برابر تهاجم آشوب‌گران کشته شده‌اند بخش دیگر این کمپین بود که به ادعای رسانه‌های دولتی ۸۵ درصد جان‌باختگان را شامل می‌شد. شش ماه پس از پایان اعتراضات، تعداد مأموران امنیتی-انتظامی کشته شده در جریان اعتراضات آبان ماه ۶ نفر اعلام شد که درستی این عدد هم مورد تردید است.

## آمارها از تعداد جان‌باختگان

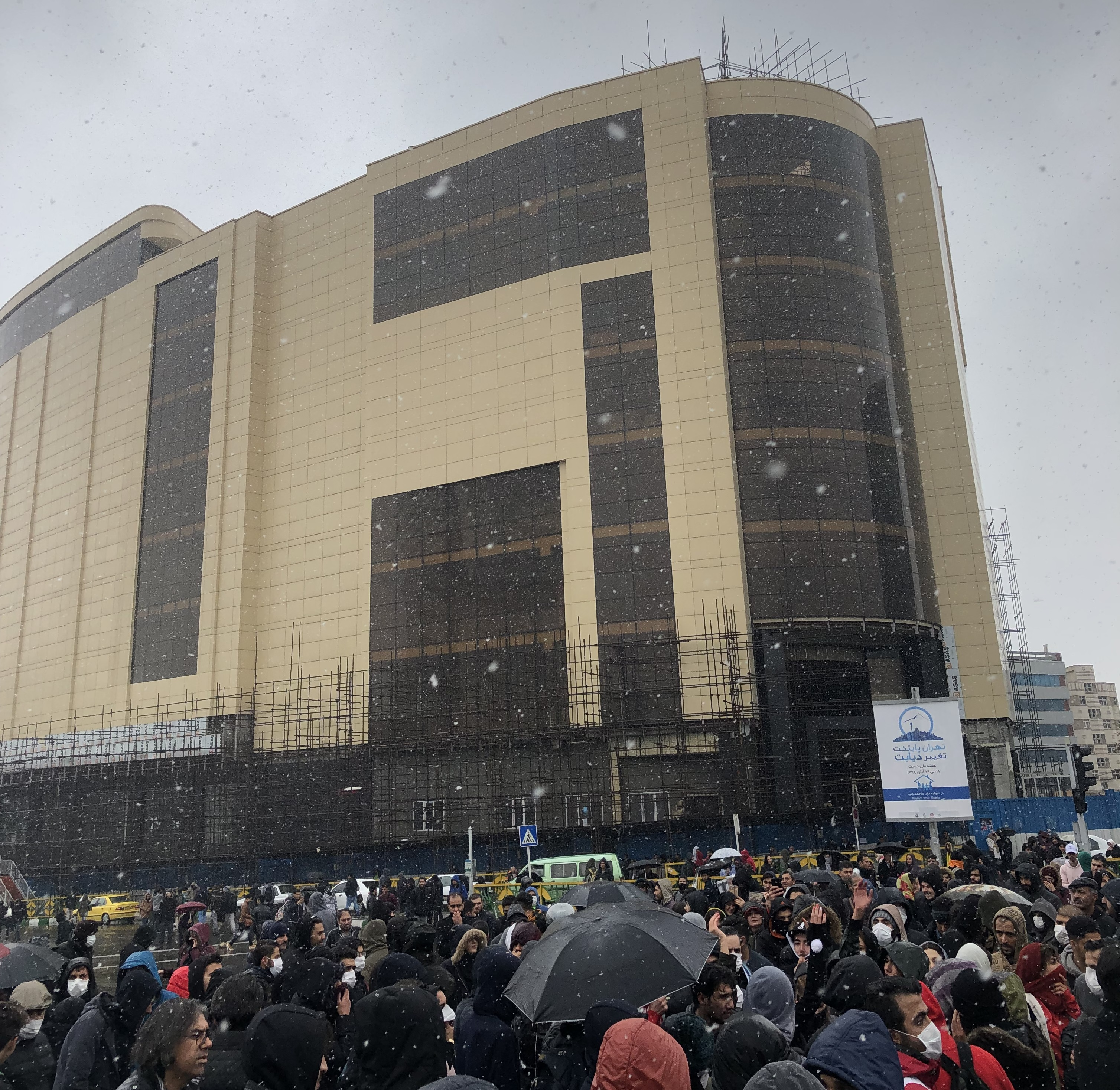
تجمع در آریاشهر، تهران

خبرگزاری‌ها و سازمان‌های حقوق بشری خارج از کشور، بر اساس تحقیقات و منابع خود، تعداد کشته‌ها را از چند صد نفر تا ۱۵۰۰ نفر اعلام کردند. این در حالی است که مقامات رسمی جمهوری اسلامی ایران از اعلام کردن تعداد کشته‌شدگان سر باز می‌زنند.
خبرگزاری رویترز در روز در ۲۳ دسامبر ۲۰۱۹ تعداد کشته‌شدگان را بر اساس دریافت آمار از سه مقام وزارت کشور ایران که خواسته‌اند نامشان فاش نشود، حدود ۱۵۰۰ تن در ۱۹۰ شهر اعلام کرد که تا کنون اسامی ۵۴۷ تن از آن‌ها مشخص شده است. تعداد کشته‌شدگان در استان تهران حداقل ۴۰۰، در خوزستان حداقل ۲۴۰، در کرمانشاه حداقل ۳۲۰، در اصفهان حداقل ۱۲۰، در فارس حداقل ۲۷۰ و در البرز (کرج) حداقل ۱۰۰ تن می‌باشد. بر اساس این گزارش، علی خامنه‌ای چند روز پس از آغاز اعتراضات، مقامات امنیتی ارشد و سایر مقامات دولتی را جمع کرده و به آن‌ها دستور داده تا هر کاری از دستشان بر می‌آید برای متوقف ساختن آن‌ها انجام دهند.
عفو بین‌الملل در ۲۵ آذر ۱۳۹۸ آمار به روز رسانی شده از تعداد قربانیان این اعتراض‌ها را در فاصلهٔ روزهای ۲۵ تا ۲۸ آبان، ۳۰۴ نفر اعلام کرد. سازمان حقوق بشر ایران، روز ۲۹ آذر ۱۳۹۸ اعلام کرد طی اعتراض‌های سراسری آبان در ایران دست‌کم ۳۲۴ نفر از شهروندان کشته و حدود ۱۰ هزار نفر نیز بازداشت شده‌اند. ۱۲ دی ۱۳۹۸ وبگاه کلمه اعلام کرد: اخبار رسمی منتشر نشده از کشته‌شدن ۶۳۱ نفر از هموطنان در اعتراضات آبان ۱۳۹۸ حکایت دارد. ۳۰ دی ۱۳۹۸ کواکبیان نمایندهٔ مجلس اعلام کرد: مقام‌های مسئول به کمیسیون امنیت ملی اطلاع دادند که در اعتراضات آبان ۱۷۰ نفر کشته شده‌اند. در خرداد ۱۳۹۹ رحمانی فضلی وزیر کشور، شمار کشته‌شدگان این اعتراضات را ۲۰۰ تا ۲۲۵ نفر اعلام کرد.
در میان جان‌باختگان، برخی ابتدا بازداشت و سپس کشته شده‌اند، نادر مختاری از جمله این جان‌باختگان است. در میان این جان‌باختگان، نام و هویت ۱۸ کودک مشخص شده است.
۱۵ اردیبهشت ۱۴۰۰، محسن محمودی کریانی، جوان ۲۸ ساله و از معترضان آبان ۹۸ در کرمانشاه به دلیل مشکلات روحی ناشی از نابینا شدن در پی اصابت گلولهٔ ساچمه‌ای در جریان اعتراضات و فقر مالی، خود را حلق‌آویز کرد و به زندگی خود پایان داد.
تحلیلگران معتقدند واکنش بی‌رحمانهٔ دولت، بیان‌گر وحدت روزافزون بین نخبگان سیاسی ایران است و نشان می‌دهد که دولت حسن روحانی-که زمانی نسبتاً معتدل خوانده می‌شد-به‌طور قابل توجهی تمایلات راست‌گرایانه پیدا کرده و با رهبران مذهبی تندروی ایران هم‌سو شده است. دیده‌بان حقوق بشر در ۶ آذر، حکومت ایران را به مخفی نگه داشتن عمدی آمار کشته‌ها، زخمی‌ها و بازداشت‌شدگان اعتراضات آبان ۱۳۹۸ متهم کرد.

## روزشمار
- ۱۱ آذر ۱۳۹۸، گران هیواد، سخنگوی وزارت خارجه افغانستان در گفتگو با روزنامهٔ صبح کابل، گفت که در جریان اعتراض‌ها، ۹ تن از شهروندان افغان ساکن ایران کشته شده‌اند.[۴۵] پیش‌تر مقامات ایرانی کشته و بازداشت شدن تعدادی از اتباع خارجی، طی رخدادهای آبان ماه را تأیید کرده بودند.[۴۵]
- ۱۳ آذر ۱۳۹۸ علی خامنه‌ای، به پیشنهاد دبیر شورایعالی امنیت ملی دستور داد شهروندان کشته‌شده-که هیچ نقشی در اعتراضات نداشتند و در میانهٔ درگیری‌ها جان باخته‌اند-شهید محسوب شوند، خانواده‌های آنان تحت پوشش بنیاد شهید و امور ایثارگران قرار بگیرند و با پرداخت دیه از آن‌ها دلجویی شود.[۴۶][۴۷] نرگس شیر بیشه مادر پویا بختیاری (از کشته‌شدگان اعتراضات)، در واکنش به این خبر، ارزش خون فرزندش را بیش از میلیاردها دیه دانست و گفت: «مقامات جمهوری اسلامی از خشم من و از آه من باید بترسند، نه تسلیت می‌پذیرم، نه دلجویی‌شان را».[۴۸]
- ۱۵ آذر ۱۳۹۸ جسد کاوه ویسانی در حالی که آثار شکنجه و کبودی بر روی بدنش وجود داشت، در باباریز (حومهٔ سنندج) پیدا شد. این شهروند کُرد در ۲۶ آبان، طی اعتراضات مردمی سنندج توسط نیروهای امنیتی دستگیر و به نقطه نامعلومی برده شده‌بود. ویسانی اهل روستای خامسان از توابع کامیاران و ساکن سنندج بوده است.[۴۹]
- ۲۵ آذر ۱۳۹۸ در پی کشف اجسادی در رودخانه‌های مناطق کردنشین و جنوب ایران، جسد ارشاد رحمانیان ۲۸ ساله و فارغ‌التحصیل رشتهٔ فوریت‌های پزشکی از مریوان در سد گاران در حالی که جمجمه‌اش شکافته شده و استخوان‌هایش از چند جا شکسته بود، پیدا شد. خانواده‌های کشته‌شدگان این قتل‌ها را مرتبط با اعتراضات آبان ماه می‌دانند و اتهام آن را متوجه نیروهای امنیتی جمهوری اسلامی می‌دانند.[۵۰][۵۱]
- ۱۲ دی ۱۳۹۸ وبسایت کلمه اعلام کرد: اخبار رسمی منتشر نشده از کشته‌شدن ۶۳۱ نفر از هموطنان در اعتراضات آبان ۱۳۹۸ حکایت دارد.[۳۱]
- ۱۹ دی ۱۳۹۸ امیر (شاهپور) اوجانی، ۴۳ ساله، که در جریان اعتراضات آبان از ناحیهٔ فوقانی پا مورد اصابت گلولهٔ نیروهای امنیتی قرار گرفته بود و از ترس بازداشت تنها به پانسمان بسنده کرده بود، به دلیل عفونت ناشی از جراحت پا و آمبولی ریه درگذشت.[۵۲][۵۳]
- ۶ بهمن ۱۳۹۸ محمد ملکی، ۲۳ ساله که در جریان اعتراضات آبان در سه راه آدران در جاده ساوه بر اثر اصابت گلوله مأموران امنیتی از ناحیه ستون فقرات و ریه مجروح شده بود، درگذشت.[۵۴][۵۵]
- ۳۱ اردیبهشت ۱۳۹۹ سازمان عفو بین‌الملل جزئیات کشته‌شدن ۳۰۴ نفر از معترضان آبان ۱۳۹۸ در ایران را منتشر کرد.[۷] عفو بین‌الملل با انتشار بیانیه‌ای گفت: شواهدی در اختیار دارد که نشان می‌دهد دست‌کم ۳۰۴ مرد، زن و کودک در جریان سرکوب «بی‌رحمانه» این اعتراضات توسط نیروهای امنیتی کشته شده‌اند. این نهاد حقوق بشری افزود: بر اساس تحقیقاتی که انجام داده، از جمله بررسی عکس‌ها و ویدئوهای مربوط به این حوادث، ۲۲۰ نفر از قربانیان طی ۲ روز کشته شده‌اند. جزئیات این گزارش در یک فایل پی‌دی‌اف در ۱۵۷ صفحه به همراه تصاویر جان‌باختگان منتشر شده است.[۷][۵۶][۵۷][۵۸]
- ۱۰ خرداد ۱۳۹۹ وزیر کشور جمهوری اسلامی در یک برنامهٔ تلویزیونی گفت «حدود ۴۰ یا ۴۵ نفر یعنی حدود ۲۰ درصد کشته‌شدگان آبان، افرادی بودند که با سلاح‌های غیر سازمانی کشته شدند».[۵۹] از این سخن اینطور بر می‌آید که حکومت جمهوری اسلامی، کشته‌شدن ۲۰۰ تا ۲۲۵ نفر در اعتراضات آبان ۱۳۹۸ را تأیید نموده و جان‌باختن ۸۰ درصد آن‌ها را بر اثر شلیک گلولهٔ نیروهای دولتی می‌داند.[۶۰]
- ۱۲ خرداد ۱۳۹۹ مجتبی ذوالنوری، رئیس کمیسیون امنیت ملی دورهٔ دهم مجلس، با ارائهٔ آماری از خسارات حوادث آبان ۱۳۹۸ تعداد کشته‌های این حوادث را ۲۳۰ نفر اعلام کرد و گفت ۶ نفر از مأموران بودند.[۶۱]
- شنبه ۲۹ شهریور ۱۳۹۹ نادر مختاری جان باخت. وی ۳۵ ساله که در جریان اعتراض‌های آبان ۹۸ در شهر کرج بر اثر ضربات باتوم نیروهای امنیتی به حالت کما رفته و پس از یک ماه خانواده‌اش او را در بیمارستانی در شهر ری پیدا می‌کنند که نوروز ۱۳۹۹ بهوش آمده و با وجود مخالفت پزشکان، مأموران امنیتی او را به بازداشتگاه کهریزک (سروش ۱۱۱ کنونی) منتقل کرده و در بهداری این زندان، با وضعیتی وخیم بستری و زندانی می‌کنند که در ۲۹ شهریور جان می‌بازد.[۶۲][۶۳][۶۴]
- ۲۵ آبان ۱۴۰۰، سازمان عفو بین‌الملل در آخرین گزارشش اعلام کرد که بر اساس تحقیقات این سازمان، در جریان اعتراض‌های اخیر بیش از ۳۲۴ نفر کشته شده‌اند.[۶۵] این نهاد تأکید می‌کند که تعداد واقعی کشته‌شدگان بیشتر است.[۶۶]

## کشته‌شدگان
در فهرست زیر نام و اطلاعاتی از ۵۲۷ نفر از جان‌باخته‌های اعتراضات آبان ۱۳۹۸ ایران مشاهده می‌شود، فهرست کودکان، در فهرستِ جان‌باخته‌ها به تفکیک شهر نیز آمده است:

### کودکان
- فهرست افراد جان‌باختهٔ زیر ۱۸ سال در جریان اعتراضات آبان ۱۳۹۸ ایران:

1. سید علی موسوی، ۱۲ ساله، حوالی ساختمان فرمانداری رامهرمز[۷۳]
2. علی غزلاوی، ۱۲ ساله، در میدان الله خرمشهر[۳۸]
3. امیررضا عبداللهی، ۱۳ ساله، در اسلام‌شهر تهران[۳۸][۷۴][۷۵]
4. نیکتا اسفندانی، ۱۴ ساله، در خیابان ستارخان تهران[۳۸]
5. محمد داستان‌خواه، ۱۵ ساله، در شهرک صدرای شیراز[۷۶][۷۷][۷۸][۷۹][۸۰]
6. آرمین قادری، ۱۵ ساله، در محله دولت‌آباد کرمانشاه[۳۸][۷۵][۸۱][۸۲]
7. جواد بابایی، ۱۵ ساله، در شهر قدس (قلعه حسن‌خان)[۷۵][۸۳][۸۴]
8. ابوالفضل شعبانی، ۱۶ ساله در سه‌راهی آدران جاده ساوه[۸۵][۸۶]
9. محمدجواد عابدی، ۱۶ ساله در اصفهان[۷۵][۸۷]
10. خالد غزلاوی، ۱۶ ساله، در خرمشهر[۳۸][۷۵]
11. رضا نیسی، ۱۶ ساله، از ساکنان منطقه پاستوریزه شهر اهواز[۳۸][۷۵][۸۸]
12. مهدی ولی‌پور، ۱۶ ساله، جاده ساوه (محل اصابت گلوله)، بهارستان (محل درگذشت)[۷۵][۸۹][۹۰]
13. آرش کهزادی، ۱۶ ساله، در اسلام‌شهر[۶۷][۸۳][۹۱]
14. احمد آلبوعلی، ۱۷ ساله، در منطقه شهرک طالقانی، ماهشهر[۳۸][۹۲]
15. محمدرضا احمدی، ۱۷ ساله، در محله فیض آباد سنندج[۳۸]
16. حسام بارانی راد، ۱۷ ساله، کرمانشاه – اهل روستای خانیله روانسر[۳۸][۹۳][۹۴][۹۵]
17. محمد (حمزه) بریهی، ۱۷ ساله، ساکن کوی خزعلیه اهواز – با کلت کمری و از فاصله نزدیک هدف قرار گرفت.[۳۸][۷۵]
18. مجاهد جامعی، ۱۷ ساله، در شهرستان کوت عبدالله شهرستان باوی[۳۸]
19. احمد موسوی جعاوله، ۱۷ ساله، از ساکنان شهرک اندیشه شهرستان شوشتر[۳۸][۷۵][۹۶]
20. امیرحسین دادوند، ۱۷ ساله، در یزدان‌شهر اصفهان[۳۸][۷۵]
21. آرین رجبی، ۱۷ ساله، در میدان جنگلبانی (سرباز) مریوان[۳۸][۷۵]
22. ساسان عیدی‌وندی، ۱۷ ساله، در یزدانشهر اصفهان[۳۸][۷۵]
23. حسین قاسمی، ۱۷ ساله، در چهاردانگه اسلام‌شهر –[۹۵][۹۷]
24. محسن محمدپور، ۱۷ ساله، در خرمشهر[۳۸][۷۵][۹۸][۹۹][۱۰۰]
25. علیرضا نوری، ۱۷ ساله، در شهریار[۸۳][۱۰۱][۱۰۲]
26. پژمان (علی) قلی‌پور ملاطی، زیر ۱۸ سال، اهل لنگرود – در کرج هدف گلوله قرار گرفت.[۳۸]
27. پدرام جعفری، ۱۸ ساله، در فردیس کرج[۳۸]
28. ابراهیم مرادی، ۱۸ ساله، دانش‌آموز، در جوانرود[۷۵][۹۵][۱۰۳]

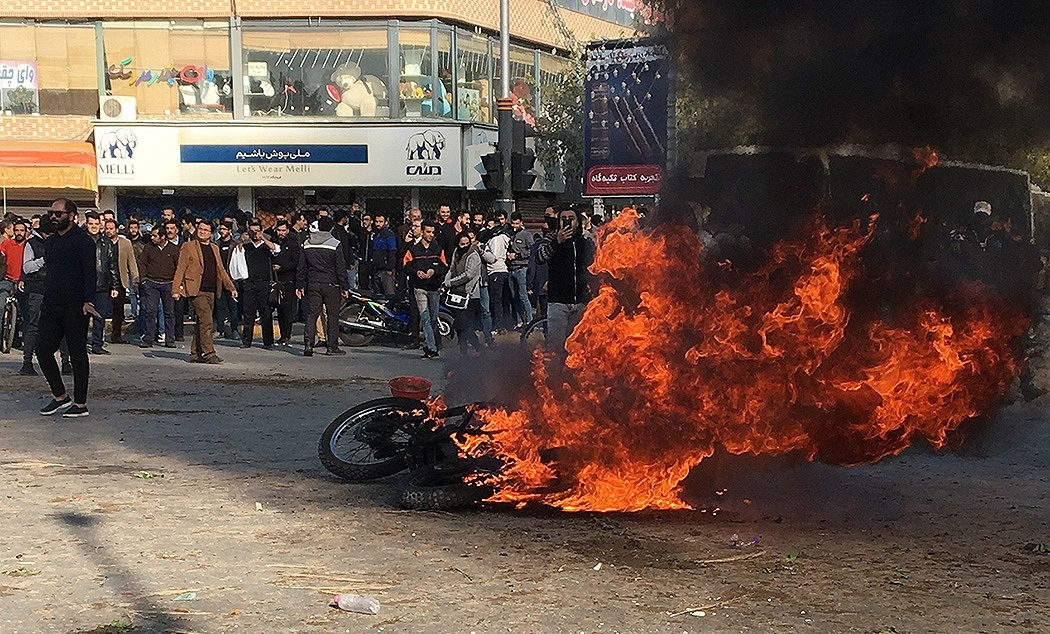
اعتراضات آبان ۱۳۹۸ ایران

## اسامی جان‌باخته‌ها به تفکیک استان و شهر

### استان خوزستان
اهواز:
1. اصغر حق‌طلب، اهواز[۱۰۴]
2. اکبر ملک‌پور، اهواز[۱۰۴]
3. امیر حسینی، اهواز[۱۰۴]
4. امیر عساکریان، اهواز[۱۰۴]
5. بشیر سرخی، اهواز[۱۹][۷۱]
6. حسن ربیعی، اهواز[۱۰۴]
7. حمزه باوی، اهواز[۱۰۴]
8. حمزه فاضل‌السواری (حمزه عالی‌نژاد)، اهواز[۹۵][۱۰۵][۱۰۶][۱۰۷]
9. حمید آوی، اهواز[۱۰۵]
10. حمید رضازاده، اهواز[۱۰۴]
11. رحیم عرب‌پور، اهواز[۱۰۴]
12. رضا تمیمی، اهواز[۱۰۸][۱۰۹]
13. رضا داراب‌پور، اهواز[۷۱][۱۰۵][۱۱۰]
14. رضا شاه‌مرادی، اهواز – اهل اندیمشک، دانشجوی ۱۹ ساله رشته کامپیوتر دانشگاه چمران.[۱۰۵][۱۰۸][۱۱۱]
15. رضا صیادی، از نیروهای یگان ویژه واحد رهایی گروگان اهواز[۱۱۲]
16. رضا قادری، اهواز[۱۰۴]
17. رضا نیسی (رضا عطیه‌النیسی)، منطقه گرانه (پاستوریزه) اهواز، ۱۹ ساله – در ۲۵ آبان ۱۳۹۸ کشته شد.[۶۷][۹۵][۱۰۵][۱۱۳]
18. رضا یزدانی، اهواز[۱۰۴]
19. ریحانه ملکی، اهواز[۱۰۴]
20. زینب نیسان‌پور، اهواز[۱۰۴]
21. سعید پانکی، اهواز[۱۰۵]
22. سعیدحسن مشعشعی، اهواز[۱۹][۷۱]
23. سهیلا فلاح‌زاده، اهواز[۱۰۴]
24. سیدرضا خلف‌زاده، اهواز[۱۰۴]
25. شهلا بالدی، اهواز[۱۰۴]
26. عباس بریحی علوش، اهواز[۱۰۵]
27. علی آلبو عبادی، اهواز[۱۰۴]
28. علی اسماعیلی، اهواز[۱۰۴]
29. علی تمیمی، اهواز[۱۰۵][۱۱۴]
30. علیرضا اکبرپور، اهواز[۱۰۴]
31. فاطمه حقوردی، اهواز[۱۰۴]
32. فریبا آل‌خمیس، اهواز[۱۰۴]
33. فریحه کریم‌زاده، اهواز[۱۰۴]
34. قاسم باوی، اهواز – ۴۵ ساله، از بازداشت‌شدگان آبان ۱۳۹۸ که پس از آزادی، به دلیل شکنجهٔ شدید در دورهٔ بازداشت دچار اختلالات روانی شده و خودکشی کرد.[۱۱۵][۱۱۶][۱۱۷]
35. کمال دغاغله، اهواز[۱۰۵][۱۰۸]
36. کوثر بغلانی، اهواز[۱۰۴]
37. کوثر تابع معتوقی، اهواز[۱۰۴]
38. مبین مقدم، اهواز[۱۰۴]
39. محدثه مقدم، اهواز[۱۰۴]
40. محسن عساکره، اهواز[۱۰۴]
41. محمد (حمزه) بریهی، اهواز – ۱۷ ساله[۳۸][۱۰۵]
42. محمدرضا عسافی‌زرگانی، اهواز[۶۷][۷۴][۹۵][۱۰۵]
43. مریم اسماعیلی، اهواز[۱۰۴]
44. مریم عیدانی، اهواز[۱۰۴]
45. معصومه داراب‌پور، اهواز[۷۱][۱۰۵][۱۱۰]
46. مهدی دریس مولایی، اهواز[۱۰۴]
47. مهدی زرگانی، اهواز[۱۰۵]
48. مهدی عبدی، اهواز[۱۰۴]
49. مهدی غلام‌زاده، اهواز[۱۰۴]
50. مهدی فلاحی، اهواز[۱۰۴]
51. مهدی قادری، اهواز[۱۰۴]
52. میثم مجدم، اهواز[۶۷][۹۵][۱۰۵]
53. نوید عساکره، اهواز[۱۰۴]
54. هانی شهبازی، اهواز[۲۰][۱۰۸]

بهبهان:
1. (نام: نامشخص) تدین، بهبهان[۹۵][۱۱۸]
2. فرزاد انصاری‌فر، بهبهان[۱۱۹][۱۲۰][۱۲۱][۱۲۲][۱۲۳][۱۲۴]
3. احسان عبدالله‌نژاد، بهبهان – ۲۸ ساله، آرایشگر و فوق دیپلم برق (اولین کشتهٔ روز ۲۵ آبان ۱۳۹۸ در بهبهان، ۲ گلوله در ران و ۲ گلوله در سینه)[۶۷][۹۵][۱۱۸][۱۱۹][۱۲۵][۱۲۶]
4. اسماعیل بازرگان، بهبهان[۱۹][۷۱]
5. فرزاد تضمی‌پور، بهبهان[۱۱۸]
6. محمد حشم‌دار، بهبهان – ۳۳ ساله، اصابت گلوله به گلو[۹۵][۱۰۸][۱۲۵][۱۲۷][۱۲۸][۱۲۹]
7. محمدحسین (امیرحسین) قنواتی، بهبهان – ۲۶ ساله (دومین کشتهٔ روز ۲۵ آبان ۱۳۹۸ در بهبهان)[۶۷][۹۵][۱۱۸][۱۱۹][۱۲۵]
8. محمود دشتی‌زاده، بهبهان – ۲۹ ساله، پدرِ ۲ فرزند، اصابت گلوله به قلب هنگامی که برای نجات برادرش (مهرداد دشتی‌زاده) به سمت او می‌رود[۶۷][۹۵][۱۲۵]
9. مهرداد دشتی‌زاده، بهبهان – ۲۶ ساله، کشاورز، اصابت گلوله به سر[۶۷][۹۵][۱۱۸][۱۲۵]

خرمشهر:
1. ابراهیم مطوری، خرمشهر[۶۷][۹۵]
2. حسن تمیمی، خرمشهر – ۲۵ آبان ۱۳۹۸[۶۷][۱۳۰]
3. خالد غزلاوی، خرمشهر – ۱۶ ساله[۳۸][۶۷][۷۴][۹۵]
4. خالد منیعات، خرمشهر[۶۷][۹۵]
5. علی غزلاوی، خرمشهر – ۱۲ ساله[۳۸][۹۵][۱۱۸]
6. محسن محمدپور، خرمشهر – ۱۷ ساله[۹۵][۹۸][۱۰۰][۱۳۱][۱۳۲]
7. محسن نجل‌علی منیعات، خرمشهر[۱۰۸][۱۱۰]
8. میثم عبدالوهاب عدگی‌پور، خرمشهر – ۳۰ ساله[۱۱۸]
9. میثم منیعات (ناصری)، خرمشهر[۷۴][۹۵]
10. میلاد حمیدی (حمیداوی)، خرمشهر[۶۷][۹۵][۱۱۸]
11. میثم عتیقی، خرمشهر[۱۳۳]

آبادان:
1. حلیمه سمیری، آبادان – ۳۴ ساله – از بازداشت‌شدگان اعتراضات، جان‌باختن پس از شکنجه[۳۷][۹۵][۱۳۴]
2. روانبخش آمامی‌راد (ململی گلزاری)، آبادان[۷۱][۹۵][۱۳۵]
3. علی بغلانی، آبادان[۶۷][۹۵][۱۱۸]

ماهشهر:
1. احمد بشارت، ماهشهر[۱۳۶]
2. احمد چراغیان، شهر جراحی (چمران) – ۴۰ ساله، پدر ۳ دختر، کارمند پتروشیمی[۱۳۷][۱۳۷][۱۳۸][۱۳۹]
3. احمد خواجه آلبوعلی، ماهشهر[۶۷][۹۵][۱۳۷][۱۴۰]
4. اقبال اسماعیلی، ماهشهر – ۵۲ ساله[۹۵][۱۴۰][۱۴۱]
5. امین بچاری، ماهشهر[۱۳۶]
6. حمید شیخانی، شهرک کوره (طالقانی) ۲۶ آبان بازداشت و ۲ آذر جنازه‌اش تحویل خانواده‌اش داده شد.[۶۷][۹۵]
7. رزاق ناصر زاده، ماهشهر[۷۰][۱۴۰]
8. سالم امیر سنجران (عیدانی)، نیزار ماهشهر – اهل شهر جراحی (چمران) – در ۲۷ آبان ۱۳۹۸ کشته شد.[۱۱۳][۱۳۷][۱۴۰]
9. شهاب حطاوی، ماهشهر[۹۵][۱۴۰]
10. طاهرآل خمیس، ماهشهر – ۲۵ ساله، دارای ۱ فرزند ۷ ساله[۱۳۷][۱۴۰]
11. عباس (رضا) عساکره منصوری، میدان جراحی مقابل «نیزار حمیدی» – تازه داماد، میوه فروش[۶۷][۹۵][۱۱۳][۱۳۷][۱۴۰][۱۴۲]
12. عباس منصوری، شهر جراحی، فرزند طعمه[۱۳۷]
13. عدنان هلالی، ماهشهر[۶۷][۹۵][۱۱۸][۱۳۷]
14. علی باوی، شهر جراحی[۱۳۷]
15. علی خواجه آلبوعلی، ماهشهر[۶۷][۹۵][۱۱۸][۱۳۷]
16. علی مرادی، ماهشهر[۷۰][۱۴۰]
17. فرشاد حاجی‌پور میلاسی، ماهشهر – اهل لردگان، ۳۰ ساله، در در روستای «له دراز» لردگان به خاک سپرده شد.[۹۵][۱۴۰][۱۴۳][۱۴۴][۱۴۵][۱۴۶][۱۴۷]
18. قاسم باوی، ماهشهر[۶۷][۹۵][۱۱۸][۱۳۷]
19. مجتبی عبادی، ماهشهر[۶۷][۹۵][۱۱۸]
20. محسن آلبوعلی، ماهشهر[۶۷][۱۴۸]
21. محسن عبادی‌مهر، شهر جراحی[۱۳۷]
22. محمد خالدی، ماهشهر[۶۷][۹۵][۱۱۸]
23. محمد خالقی، ماهشهر[۶۷][۱۴۹]
24. منصور الباوی، ماهشهر[۹۵][۱۴۰]
25. منصور دریس، ماهشهر[۶۷][۹۵][۱۱۸]
26. منصور عساکره، ماهشهر[۷۰][۱۵۰]
27. هادی قربانی، ماهشهر[۶۷][۹۵]
28. یوسف خالدی، ماهشهر[۹۵][۱۱۸][۱۴۰]
29. یوسف مجتبی آلبوعبادی، نیزار ماهشهر[۹۵][۱۱۳][۱۳۷][۱۴۰]
30. (نام: نامشخص) چنعانی، ماهشهر (جراحی)، دختربچه[۱۳۷]
31. (نام: نامشخص) همسر آقای مختار عتقی، ماهشهر[۶۷][۹۵][۱۱۸][۱۳۷][۱۵۱]
32. اصغر رجایی، ماهشهر[۱۳۳]
33. جواد بابایی، ماهشهر[۱۳۳]
34. محسن سرافراز، ماهشهر[۱۳۳]
35. حمید شیخی، ماهشهر[۱۳۳]
36. جابر صابری، ماهشهر[۱۳۳]
37. کوروش اهوازی، ماهشهر[۱۳۳]
38. احمد روحانی فر، ماهشهر[۱۳۳]
39. مجتبی رضایی، ماهشهر[۱۳۳]
40. کامران داوری، ماهشهر[۱۳۳]
41. احسان صادقی، ماهشهر[۱۳۳]
42. جعفر پناهی، ماهشهر[۱۳۳]
43. علی جلوه، ماهشهر[۱۳۳]
44. جواد نظارت، ماهشهر[۱۳۳]
45. حیاوی شریفات، ماهشهر[۱۳۳]
46. علیرضا قنواتی، ماهشهر[۱۳۳]
47. مرشا دهی، ماهشهر[۱۳۳]
48. همایون دشتی، ماهشهر[۱۳۳]
49. عباس انصاریان، ماهشهر[۱۳۳]
50. حسن ویسی، ماهشهر[۱۳۳]
51. جمشید ملحان، ماهشهر[۱۳۳]

سربندر:
1. احمد بشاره دورقی، سربندر، ۲۲ ساله[۹۵][۱۵۲]

اندیمشک:
1. حجت لهراسبی، اندیمشک[۱۳۶]
2. حسین (عبدلله) لرستانی، اندیمشک – ۲۱ ساله، اصابت گلوله به سر، در پی هجوم نیروهای امنیتی به منزل یکی از بستگانش[۹۵][۱۵۳][۱۵۴][۱۵۵][۱۵۶]
3. شفیع بازتاب، اندیمشک[۱۰۸][۱۱۰]
4. علی اسفندیاری، اندیمشک[۱۰۸][۱۱۰]
5. محمدحسین قاسمی، اندیمشک[۱۳۳]
6. محمد طهماسبی، اندیمشک[۱۳۳]
7. حسین ذوالفقاری، اندیمشک[۱۳۳]
8. آرمان اسدی موری، اندیمشک[۱۳۳]
9. زونیام حسنکی، اندیمشک[۱۳۳]
10. امین نظریان اشتری، اندیمشک[۱۳۳]
11. علی محبی، اندیمشک[۱۳۳]
12. مهرداد رضایی میرکائد، اندیمشک[۱۳۳]
13. محمدرضا چهارمحالی، اندیمشک[۱۳۳]
14. رضا رشیدی چغاخور، اندیمشک[۱۳۳]

شوشتر:
1. احمد سعدی، شوشتر[۱۹][۷۱]
2. احمد موسوی جعاوله، شوشتر – ۱۷ ساله[۳۸][۶۷][۹۵][۱۱۸]
3. ایمان موسوی[۷۱][۱۵۷]
4. جمال کعبی، شوشتر[۲۰][۱۰۸]
5. عادل کعبی فرزه، شوشتر[۲۰][۱۰۸]
6. عارف دلفی، شوشتر[۲۰][۱۰۸]
7. عدی کعبی، شوشتر[۲۰][۱۰۸]
8. علی کعبی، شوشتر[۲۰][۱۰۸]
9. عمار زغبی، شوشتر[۲۰][۱۰۸]
10. قاسم زغبی، شوشتر[۲۰][۱۰۸]
11. مهدی عگبی، شوشتر[۲۰][۱۰۸]
12. میلاد سلیمانی، شوشتر[۲۰][۱۰۸]
13. یاس سلیمانی، شوشتر[۲۰][۱۰۸]

شوش:
1. صادق کعبی، شوش[۱۹][۷۱]

حمیدیه:
1. احمد ساعدی، حمیدیه[۱۹][۷۱]
2. شهاب سیاحی، حمیدیه[۱۹][۷۱]

رامهرمز:
1. سید علی موسوی، رامهرمز[۷۳][۹۵]

کوت عبدالله:
1. مجاهد جامعی، ۱۷ ساله، در شهرستان کوت عبدالله شهرستان باوی[۳۸]

### استان کرمانشاه
جوانرود:
1. آرش ایوبی، جوانرود[۱۵۸]
2. ابراهیم مرادی، جوانرود – دانش‌آموز، ۱۸ ساله[۹۵][۱۰۳][۱۱۸][۱۵۹]
3. بهرام غلامی، جوانرود[۱۵۸]
4. جبار تجاره (توجاره)، جوانرود[۷۴][۹۵][۱۱۸][۱۵۹]
5. حمزه نقدی، جوانرود[۶۷][۹۵][۱۱۸][۱۵۹]
6. خالد رشیدی، جوانرود[۱۹][۱۵۸]
7. ریبوار سیدرستمی، جوانرود[۶۷][۱۵۸][۱۵۹]
8. سلمان رحمانی، جوانرود[۶۷][۹۵][۱۱۸][۱۵۹]
9. عزیز (نام خانوادگی: نامشخص)، جوانرود – کارگر فضای سبز شهرداری که ناشنوا بوده است.[۱۵۹]
10. علی (یونس) فیروزبخت، جوانرود[۶۷][۱۵۸][۱۵۹]
11. عمران ولیدی، جوانرود[۶۷][۹۵][۱۵۸]
12. فرشاد خیراندیش، جوانرود[۱۵۸]
13. کاوه رضایی، جوانرود[۶۷][۹۵][۱۵۸]
14. کاوه محمدی، جوانرود[۹۵][۱۱۸][۱۶۰]
15. کاوه مرادی، جوانرود[۱۵۹]
16. مبین عبداللهی، جوانرود[۶۷][۹۵][۱۱۸][۱۵۹] – اهل روستای شبانکارهٔ شهرستان روانسر، ۲۴ساله و متأهل. روز یکشنبه ۲۶ آبان و در جریان درگیری نیروهای سپاه با معترضان در میدان بسیج جوانرود، مبین در داخل قهوه‌خانه‌ای روبروی پاساژ ۲۲ بهمن بوده و از شیشه بیرون را نگاه می‌کند که با اصابت گلوله جان می‌سپارد.[۱۶۱][۱۶۲][۱۶۳][۱۶۴]
17. هاشم مرادی، جوانرود – پیکر او که از ۲۶ آبان مفقود شده بود، ۱۱ دی ۱۳۹۸ درحالی‌که آثار شکنجه بر بدن او قابل مشاهده بوده است، در یکی از رودخانه‌های اطراف شهر جوانرود پیدا شد.[۱۵۸][۱۶۵][۱۶۶]
18. یونس هوشنگی، جوانرود[۶۷][۹۵][۱۱۸][۱۵۹]
19. وحید عبدی، جوانرود[۱۳۳]
20. فرهاد غفوری، جوانرود[۱۳۳]
21. امجد شاهمرادی، جوانرود[۱۳۳]

کرمانشاه:
1. آرمین قادری، کرمانشاه – ۱۵ ساله[۳۸][۸۲][۱۵۹]
2. اسکندر مرتضوی، کرمانشاه[۱۰۴]
3. ایرج جواهری، کرمانشاه – از کارکنان پلیس منطقه الهیه کرمانشاه بود.[۱۱۲]
4. برهان منصورنیا، کرمانشاه – اهل مریوان[۹۵][۱۶۷][۱۶۸]
5. بهروز فرهادپور، کرمانشاه[۱۰۴]
6. بهمن عزیزی، کرمانشاه[۱۵۹]
7. بهنام امیریان، کرمانشاه[۷۰][۱۰۹]
8. جمشید کاظمی، کرمانشاه[۱۰۴]
9. جواد حیدری، کرمانشاه[۱۰۴]
10. حجت جلالی، کرمانشاه[۱۰۴]
11. حسام بارانی راد، کرمانشاه – ۱۷ ساله، اهل روستای خانیله روانسر[۳۸][۹۳][۹۴][۹۵][۱۵۹][۱۶۹]
12. حشمت مرادی، کرمانشاه[۷۰][۱۱۰]
13. حمزه فرجی[۱۷۰][۱۷۱]
14. حمید چراغی، کرمانشاه[۱۳۶]
15. خسرو کریمی، کرمانشاه[۷۰][۱۱۰]
16. دانیال محمدی، کرمانشاه[۹۵]
17. دانیال محمدی، کرمانشاه[۱۵۹]
18. رامین میرزایی، کرمانشاه[۹۵][۱۵۹]
19. رضا امیدی یاریجانی، اهل دهستان جلالوند، بخش فیروزآباد کرمانشاه – ۲۲ ساله، از بازداشت‌شدگان اعتراضات آبان، در زندان دیزل‌آباد کرمانشاه، پس از ابلاغ حکم ۴ سال زندان، اقدام به خودکشی کرد[۱۷۲][۱۷۳][۱۷۴][۱۷۵]
20. رضا محمودی، کرمانشاه[۷۰][۱۱۰]
21. سعید ارشادی، کرمانشاه[۱۰۴]
22. سعید اسماعیلی، کرمانشاه[۷۰]
23. سعید امیری، کرمانشاه[۷۰][۱۱۰]
24. سعید بیژ، کرمانشاه[۷۰][۱۱۰]
25. سعید رضایی، کرمانشاه[۱۱۳]
26. صدرا سربله، کرمانشاه[۷۰]
27. عبدالرضا شیرزادی، کرمانشاه[۶۷][۹۵][۱۵۹]
28. عصمت حیدری، کرمانشاه[۱۰۴]
29. علی القاسی، کرمانشاه[۷۰][۱۱۰]
30. علی غفوری، کرمانشاه[۱۰۴]
31. علی غلامپور، کرمانشاه[۱۰۴]
32. علیرضا داموندی، کرمانشاه[۱۰۴]
33. غلام تابزر، کرمانشاه[۷۰][۱۱۰]
34. فرخ جباری، کرمانشاه[۱۰۴]
35. فرشاد توکلی، کرمانشاه[۱۰۴]
36. فرشید عزت شاهی، کرمانشاه[۱۰۴]
37. فرهاد مجیدی، کرمانشاه[۱۰۴]
38. محسن کرمی‌نیا، کرمانشاه – – ۳۴ ساله، دارای دکترای تاریخ از دانشگاه شهید بهشتی[۹۵][۱۷۶][۱۷۷][۱۷۸]
39. محمد پالانی، کرمانشاه[۱۵۹]
40. محمد میرزایی، کرمانشاه – ۲۱ ساله[۶۷][۹۵][۱۱۸][۱۵۹]
41. محمد نادری، کرمانشاه[۷۰][۱۱۰]
42. محمود رضایی، کرمانشاه[۷۰][۱۱۰]
43. محمود فردپور، کرمانشاه[۱۰۴]
44. مسعود ابراهیمی، کرمانشاه[۱۰۴]
45. مسعود مرادی، کرمانشاه[۷۰][۱۱۰]
46. مسلم فیاضی، کرمانشاه[۱۰۴]
47. مصطفی فرزامی، کرمانشاه[۱۵۹]
48. مظفر ظهیری، کرمانشاه[۶۷][۹۵][۱۱۸][۱۵۹]
49. مظفر وطن‌دوست، کرمانشاه[۶۷][۹۵][۱۵۹]
50. منوچهر فتحی، کرمانشاه[۷۰][۱۱۰]
51. نادر بیرانوند، کرمانشاه – ۲۲ ساله[۱۱۸][۱۵۹]
52. نادر بیژنوند، کرمانشاه[۶۷][۹۵][۱۵۹]
53. نادر رضایی آبطاف، کرمانشاه – پس از بازداشت در ۲۵ آبان ۱۳۹۸ در محلهٔ جعفرآباد کرمانشاه، تحت شکنجه کشته شد. جسد او را روز ۸ دی ۱۳۹۸ به خانواده‌اش تحویل دادند.[۳۵][۱۷۹]
54. نادر رضایی آبطاف، کرمانشاه[۱۳۶]
55. هاشم عزتی‌پور، کرمانشاه[۱۰۴]
56. هدایت قربانی، کرمانشاه[۱۰۴]
57. هوشنگ کریمی، کرمانشاه[۷۰][۱۱۰]
58. وحید فتحی، کرمانشاه[۷۰][۱۱۰]
59. ویدا شکیبایی مقدم، کرمانشاه[۱۰۴]
60. یونس جلیلی، کرمانشاه[۱۵۹]
61. یونس عزتی، کرمانشاه[۹۵][۱۵۹]
62. یونس عینی، کرمانشاه[۱۹]
63. (نام: نامشخص) نیازی‌منش، کرمانشاه[۹۵]

### استان کردستان
سنندج:
1. احمدرضا محمدی، سنندج[۱۳۶]
2. رضا صادقی، سنندج[۲۰][۹۵]
3. سوران محمدی، سنندج[۲۰][۹۵]
4. علی جواهری، سنندج[۲۰][۹۵]
5. کاوه ویسانی، سنندج – در ۲۶ آبان ۱۳۹۸ در سنندج بازداشت شد و جسد وی ۱۵ آذر در حومه سنندج (باباریز) رها شد.[۹۵][۱۸۰][۱۸۱]
6. محمدرضا احمدی، سنندج – ۱۷ ساله[۳۸]
7. مسعود امینی، سنندج[۲۰][۹۵]
8. مظفر سیفی، سنندج[۶۷][۹۵]
9. هیوا رحیمی، سنندج[۲۰][۹۵]

مریوان:
1. آرین رجبی (فرجی)، مریوان – ۱۷ ساله[۳۸][۹۵][۱۱۸]
2. ادریس بیواره، مریوان[۶۷][۹۵][۱۱۸]
3. ارشاد رحمانیان، مریوان – پیکر او ۲۴ آذر ۱۳۹۸ حوالی سد گاران مریوان پیدا شد. او در جریان اعتراض‌های آبان بازداشت شده بود.[۹۵][۱۸۲][۱۸۳][۱۸۴][۱۸۵][۱۸۶]
4. بهروز ملکی، مریوان[۶۷][۹۵][۱۱۸]
5. دانیال استواری، مریوان[۷۴][۹۵][۱۱۸][۱۸۷]
6. شاهو ولیدی، مریوان[۶۷][۱۱۸]
7. عثمان احمدی، مریوان[۶۷][۹۵]
8. عثمان نادری، مریوان[۶۷][۹۵][۱۱۸]
9. مهران تاک، مریوان – ۳۱ ساله، دارای یک فرزند ۱۴ ماهه[۹۵][۱۱۸][۱۸۸]

کامیاران:
1. کاوه ویسانی، کامیاران – در ۱۵ آذر ۱۳۹۸ پیکرش در بیابان پیدا شد.[۱۸۹]

### استان ایلام
ایلام:
1. سجاد اسماعیلی، ایلام – ۱۰ روز پس از بازداشت در تاریخ ۱۰ آذر ۱۳۹۸ پیکر او به خانواده‌اش تحویل داده شد.[۱۹۰][۱۹۱]

### استان کرمان
سیرجان:
1. روح‌الله (جواد) نظری فتح‌آبادی، سیرجان[۶۷][۹۵][۱۹۲]

### استان آذربابجان غربی
بوکان:
1. شلیر دادوند، بوکان[۶۷][۱۲۷][۱۹۳]
2. هیوا نادری، بوکان[۶۷][۱۲۷][۱۹۳]

### استان آذربایجان شرقی
تبریز:
1. علی حسینی، تبریز[۶۷][۹۵]
2. زهرا خانی قبادلو، تبریز[۱۳۳]

#### هشترود
1. اکبر کریمی‌اصل، هشترود – ۲۵ ساله، فیلمساز، پس از ۲ هفته بی‌خبری پیکرش با آثار بریدگی‌های زیاد در ناحیه سر و صورت از سد سهند پیدا شد.[۱۹۴]

### استان اصفهان
اصفهان:
1. آرشام ابراهیمی، اصفهان[۱۹۵]
2. ایوب بهرامیان، اصفهان[۱۹][۹۵]
3. بهزاد معینی‌فر، اصفهان – ۲۷ ساله، دارای مدرک کارشناسی ارشد رشتهٔ حسابداری[۱۹۶][۱۹۷]
4. جواد شیازی، زینبیهٔ اصفهان – ۲۶ ساله، مراسم خاکسپاری وی ۱ آذر ۱۳۹۸ در باغ رضوان اصفهان برگزار شد.[۹۵][۱۹۸][۱۹۹]
5. حسین کرمی علویجه، ملک‌شهر – ۵۱ ساله[۱۲۷][۲۰۰]
6. حمید شریفی، زینبیه اصفهان[۹۵][۲۰۱][۲۰۲]
7. رضا عباسی، اصفهان – وی پس از گذشت نزدیک به دو ماه بر اثر عفونت ناشی از زخم گلوله در بیمارستان جان سپرد.[۲۰۳]
8. سعید ترکان، اصفهان (زاجان)[۹۵]
9. علی مختاری، اصفهان[۱۳۵]
10. فرشید آفرین، اصفهان[۲۰]
11. مجید رضایی، اصفهان[۲۰۴]
12. محمد آرمان، اصفهان[۲۰]
13. محمد تقی‌یار، اصفهان (زاجان)[۹۵]
14. محمدجواد عابدی، اصفهان[۸۷][۹۵][۲۰۵][۲۰۶]
15. مسعود بهارلو، زینبیه، اصفهان – ۲۵ ساله[۱۲۷][۲۰۷]
16. مهدی سبزی، اصفهان[۲۰]
17. مهران علی‌پور، اصفهان – زادهٔ کازرون، از معترضان آبان که دی ۱۳۹۸ بازداشت شده بود و روز ۲۰ بهمن، بر اثر شدت ضربات وارده به جمجمه، بینی و شکم جان‌باخت.[۳۶]
18. یدالله باباصفری، اصفهان (زاجان)[۹۵]
19. یعقوب نجفی بابادی، اصفهان – اهل کوهرنگ – دارای ۳ فرزند، یک دختر ۳ ساله و دوقلوی یک ساله، در ۲۶ آبان ۱۳۹۸ کشته شد.[۱۱۳]
20. یعقوب نجفی حاجی‌پور، کوهرنگ اصفهان[۹۵]
21. وحید شیازی، اصفهان[۱۳۳]
22. محمدمهدی اقبالی، اصفهان[۱۳۳]
23. آرش حبیبی، اصفهان[۱۳۳]
24. حسین زندایی، اصفهان[۱۳۳]
25. علی فقیهی، اصفهان[۱۳۳]
26. حسین سعیدی، اصفهان[۱۳۳]
27. محسن کریمی، اصفهان[۱۳۳]
28. محمدحسن شیخی، اصفهان[۱۳۳]
29. مهرداد عمویان، اصفهان[۱۳۳]
30. میلاد حاتمی، اصفهان[۱۳۳]

یزدان‌شهر:
1. آرمان امانی، یزدانشهر – اهل مسجدسلیمان، ۲۰ ساله[۲۰۸]
2. آرمان امانی، یزدان‌شهر[۹۵]
3. ابراهیم منصوری، یزدانشهر نجف آباد – متولد ۱۳۶۲، دارای یک فرزند[۹۵][۱۱۳][۲۰۹][۲۱۰]
4. امیرحسین دادوند، یزدان‌شهر – ۱۶ ساله[۳۸][۹۵][۲۱۱]
5. رسول امانی، یزدان‌شهر[۹۵][۱۲۷]
6. ساسان عیدی‌وندی، یزدان‌شهر – ۱۷ ساله[۳۸][۹۵][۲۱۲]
7. صفر عیدی‌وند، یزدان‌شهر – دارای ۱ فرزند[۹۵][۲۱۳][۲۱۴][۲۱۵][۲۱۶]
8. احمدرضا عیدی‌وند، یزدان‌شهر[۱۳۳]

قهدریجان:
1. محمد ابراهیمی، قهدریجان[۹۵][۱۲۷]
2. نعمت‌الله شفیعی، قهدریجان[۹۵][۲۱۷]

نجف‌آباد:
1. امیرحسین داودوند، نجف‌آباد – متولد ۱۳۸۲، قهرمان چند دوره کیک بوکسینگ، در ۲۶ آبان ۱۳۹۸ کشته شد.[۱۱۳][۲۱۸]
2. محمد امیری، نجف‌آباد[۱۳۶]
3. محمد پورپیرعلی، نجف‌آباد[۹۵][۲۱۷]

فریدون‌شهر:
1. الهه رستگار، تبر فریدون‌شهر اصفهان[۱۳۵]

#### زرین‌شهر
1. حسن‌پور پیرعلی، زرین‌شهر[۱۳۶]
2. حسین‌پور پیرعلی، زرین‌شهر[۱۳۶]

### استان البرز
کرج:
1. ابراهیم کتابدار، کرج – ۳۰ ساله، پدرِ ۲ دختر خردسال، به نام‌های سودا و سوگند[۱۹][۹۵][۲۱۹][۲۲۰][۲۲۱]
2. آمنه شهبازی‌فرد، کرج – ۳۴ ساله، در ۲۶ آبان ۱۳۹۸ کشته شد.[۹۵][۲۲۲][۲۲۳][۲۲۴][۲۲۵]
3. ابراهیم مهدی‌پور، کرج[۹۵]
4. امید رضایی، مارلیک کرج[۹۵]
5. امیر شکری، کرج[۹۵]
6. امیرحسین صادقی، کرج – دانش‌پژوه و از مبتکرین دستگاه آب شیرین کن ارزان قیمت[۹۵][۲۲۶][۲۲۷]
7. بهرام احسانی، کرج[۱۳۵]
8. بیتا خدادادی، کرج[۱۵۷]
9. پارسا، بدرلو، کرج[۱۳۵]
10. حسام نام‌آور، کرج[۱۳۵]
11. حسین دلفان، کرج[۱۰۹]
12. حمیدرضا قبولی، شهرک اندیشه کرج – ۱۹ ساله[۹۵][۲۲۸][۲۲۹][۲۳۰]
13. رحیم امینی (امین آبادی)، کرج (فردیس) – قهرمان پرورش اندام، دارای یک فرزند پسر[۹۵][۲۳۱][۲۳۲][۲۳۳]
14. رسول بختیاری، کرج[۱۰۹]
15. رضا رحیمی، کرج[۱۰۹]
16. سعید درخشان، کرج[۱۳۶]
17. شهرام معینی، کرج – اهل منجیل، ۴۴ ساله[۹۵][۱۱۸][۲۳۴]
18. صادق بختیاری، کرج[۱۰۹]
19. علی بختیاری، کرج[۱۰۹]
20. علی خدامرادی، کرج[۱۳۵]
21. علیرضا محمدزاده، کرج[۱۰۹]
22. فرخ غفاری، کرج[۱۱۰]
23. کورش شیدانی، کرج[۹۵]
24. محسن چمن فر، کرج[۱۰۹]
25. محمدرضا نیکوروان، کرج – اهل روستای قاضیان استان گیلان[۹۵][۲۳۵]
26. محمود سلطانی، کرج[۱۳۵]
27. محمود صادقپور، کرج[۱۳۵]
28. مرتضی صادقی‌نادر، کرج[۹۵][۲۳۶]
29. مهدی حمیدی، کرج[۱۰۹]
30. مهدی عباس‌زاده، کرج[۷۰]
31. مهناز مهدی‌زاده، کرج[۹۵][۲۳۷]
32. میثم احمدی، منظریه کرج – زادهٔ ۲۸ آبان ۱۳۷۱[۹۵][۲۳۸]
33. میلاد محققی، مارلیک – ۲۴ ساله[۲۳۹][۲۴۰]
34. نادر مختاری، کرج – ۳۵ ساله، بازداشت‌شده آبان ۱۳۹۸ که مدت‌ها به دلیل اصابت ضربات باتوم در کما بود، ۲۹ شهریور ۱۳۹۹ در بازداشتگاه کهریزک جان‌باخت[۲۴۱][۲۴۲][۲۴۳]

مشکین‌دشت:
1. سیدعلی حسینی، مشکین‌دشت کرج[۹۵]
2. عزیزالله اسکندری، مشکین‌دشت کرج[۹۵]

فردیس:
1. آزاده ضربی، فردیس کرج – زادهٔ ۱۳۷۲[۹۵][۲۴۴][۲۴۵]
2. آشور کالتا، فردیس کرج – از جامعه آشوری ایران، اهل ارومی، متولد ۴ بهمن ۱۳۶۰، در ۲۵ آبان ۱۳۹۸ کشته شد.[۷۴][۹۵][۲۴۶][۲۴۷]
3. اکبر لنگری، فردیس کرج – ۲۳ ساله[۹۵][۲۴۸]
4. امید صالحی، فردیس کرج – ۲۱ ساله، دانشجو[۶۷][۹۵][۱۰۸]
5. پدرام جعفری کمیجانی، فردیس کرج – ۱۸ ساله، در ۲۷ آبان ۱۳۹۸ کشته شد.[۳۸][۷۴][۹۵][۲۱۷][۲۴۹]
6. حسین قدمی، فردیس کرج – ۳۰ ساله، تراشکار[۲۵۰]
7. حمید قائمی، فردیس کرج[۲۰]
8. علیرضا آزادی، فردیس کرج[۹۵]
9. علیرضا طیبی سالار، فردیس کرج[۱۹]
10. فرامرز پورفرسادی، فردیس کرج – دارای ۲ فرزند ۲ ساله و ۱۲ ساله[۹۵]
11. محمدامین الله‌قلی، فردیس کرج – ۲۴ ساله[۹۵]
12. مهدی پاپی، فردیس کرج – ۳۱ ساله[۹۵][۱۱۸][۲۵۱]
13. میلاد نژه ورد، فردیس کرج[۱۱۳]
14. ناصر رضایی، فردیس کرج – اهل سنندج، متولد ۱۳۶۲ فارغ‌التحصیل رشتهٔ کشاورزی از دانشگاه بروجرد، اصابت گلوله به چشم[۱۵۳][۲۵۲][۲۵۳][۲۵۴]

مهرشهر:
1. پویا بختیاری، مهرشهر کرج[۲۵۵]
2. رضا خزایی، مهرشهر کرج[۱۹]
3. نیکتا خزایی، مهرشهر کرج[۱۹]

گلشهر:
1. آذر میرزاپور زهابی، گلشهر کرج – ۴۵ ساله، پرستار، سرپرست خانوار، دارای ۴ فرزند[۹۵][۲۵۶][۲۵۷][۲۵۸]
2. امیرحسین کبیری، گلشهر کرج – ۳۲ ساله[۲۵۹][۲۶۰][۲۶۱][۲۶۲]
3. حمید رسولی، گلشهر کرج – ۳۳ ساله – ۲۵ آبان ۱۳۹۸- آرامگاه: آرامستان الوند استان قزوین[۹۵][۲۶۳][۲۶۴][۲۶۵][۲۶۶]
4. شهنام (امیر) شکری، گلشهر کرج[۹۵][۱۱۳]
5. مهدی طاهرزاده، گلشهر کرج[۲۶۷]

### استان تهران
تهران:
1. ابوالفضل عرب، تهران[۱۳۶]
2. احمد مرادی، تهران[۲۰][۷۰]
3. احمدرضا فلاح، یافت‌آباد تهران[۱۹][۷۱]
4. اسماعیل عرب‌احمدی، تهران – ۲۸ ساله[۹۵][۲۶۸][۲۶۹]
5. بهنام کاشی[۲۰۴]
6. پدرام شجاعی، تهران[۷۱][۱۵۷]
7. حسن دوست، تهران[۲۰۴]
8. حسین صفایی‌نصب، میدان انقلاب ابتدای خیابان آزادی – ۳۵ ساله[۸۶][۲۷۰]
9. حمید نظری، فعال دانشجویی سابق که در جریان اعتراض‌های آبان بازداشت شده بود، ۲۴ ساعت پس از آزادی بر اثر سکته درگذشت. وی پس از آزادی گفته بود به او در بازداشت تزریق شده است.[۲۷۱]
10. رامین دانا، تهران[۷۱][۱۵۷]
11. رامین لمسه، تهران – اهل شبستر – ۲۸ ساله[۷۰][۱۱۳]
12. رضا اینانلو، قدس تهران[۷۱][۱۰۹]
13. رضا حسینی، قدس تهران[۱۹][۷۱]
14. سجاد باقری، تهران – اهل کرمانشاه، ناشنوا، پدر یک فرزند خردسال[۹۵][۲۷۲][۲۷۳][۲۷۴][۲۷۵]
15. سمانه ذوالقدر، تهران[۱۳۵]
16. سید علی فتوحی، تهران – اهل کوهساره، اردبیل[۹۵][۲۱۷]
17. سید قاسم حسینی، تهران (تهرانسر) – ۳۵ ساله[۶۷][۷۰][۹۵]
18. علی بهبودی، تهران[۶۷][۷۰]
19. علی شیرمحمدی، تهران[۱۵۷]
20. علی فروتن لگران، تهران – اهل مشگین‌شهر، ۱۹ ساله[۲۷۶]
21. علی فرون لگران، تهران[۷۰]
22. فرزاد کمانگیر، تهران – اهل سنندج، ۲۰ ساله[۲۷۷][۲۷۸][۲۷۹]
23. فریدون کاظمی، سرآسیاب تهران – ۲۶ آبان ۱۳۹۸[۶۷]
24. مجید غیب‌الهی، تهران[۷۱][۱۵۷]
25. مجید فلاح‌پور، تهران – اصالتاً اهل گیلان[۶۷][۹۵]
26. مجید ملکی، تهران[۷۱][۱۵۷]
27. محمد حیدریان، تهران[۱۳۵]
28. محمد صفری، تهران[۷۰]
29. مصطفی فرزامی، تهران – اهل کرمانشاه – خواننده[۹۵][۲۸۰][۲۸۱][۲۸۲]
30. مهدی کارکایی، تهران[۷۱][۱۵۷]
31. مهرداد حسابی، تهران – اصالتاً اهل شیجان رشت[۷۴][۹۵][۲۸۳]
32. مهرداد قاسمی، یافت‌آباد تهران[۱۹][۷۱]
33. مهرداد معین‌فر، فلاح، تهران[۶۷][۷۰]
34. مینا شیخی، تهران – ۵۰ ساله، اهل سقز[۹۵][۱۱۸][۱۲۷]
35. نیکتا اسفندانی، تهران – ۱۴ ساله[۳۸][۲۸۴]
36. یاشار کیانی ارثی[۲۰۴]
37. مجید فشکی، تهران[۱۳۳]
38. سپیده حسنی، تهران[۱۳۳]

اسلام‌شهر:
1. آرش کهزادی، اسلام‌شهر[۶۷][۹۵]
2. امیررضا عبداللهی، اسلام‌شهر – ۱۳ ساله[۳۸][۷۴]
3. ایمان رسولی، اسلام‌شهر[۶۷][۹۵]
4. حسین قاسمی، اسلامشهر تهران[۲۰]
5. علی احمدی، اسلام‌شهر[۱۰۴]
6. کمال فرجی، اسلام‌شهر – ۴۱ ساله، نجار[۹۵][۲۸۵][۲۸۶]
7. محسن جعفرپناه، اسلام‌شهر – اهل بیجار، پدر بردیای ۲ ساله – زادهٔ اسفند ۱۳۶۷[۱۱۸][۲۸۷][۲۸۸][۲۸۹]
8. محمدمهدی حقگوی، اسلام‌شهر[۶۷][۹۵]

چهاردانگه:
1. حسین قاسمی، چهاردانگه اسلام‌شهر – ۱۷ سال[۹۵][۹۷][۲۹۰]
2. سید حمید طاهری، چهاردانگه اسلام‌شهر – ۳۵ ساله – دارای یک نوزاد ۴ ماهه[۲۹۰]
3. عرفان فائقی، چهاردانگه اسلام‌شهر – ۲۱ ساله[۹۵][۲۹۰][۲۹۱][۲۹۲][۲۹۳]

شهریار:
1. ابراهیم محمدپور، شهریار[۶۷][۹۵]
2. احسان شیری، شهریار[۶۷][۹۵]
3. اکبر لنگری، شهریار[۷۰]
4. ایوب بهرامیان، شهریار – متأهل، پدر دو کودک ۵ ماهه و ۴ ساله، در ۲۵ آبان ۱۳۹۸ از ناحیه ران پا مورد اصابت گلوله قرار گرفت و به کما رفت. او ۲۷ آذر ۱۳۹۸ جان‌باخت.[۲۹۴]
5. بهروز اصغرپور، شهریار – ۲۷ ساله[۹۵][۲۹۵]
6. بهزاد تکیه، شهریار[۱۰۴]
7. حسین قدمی، شهریار[۶۷][۹۵]
8. رضا حسن‌وند، شهریار – ۲۶ ساله[۹۵][۲۹۶]
9. رضا معظمی گودرزی، اندیشه (شهریار) – ۱۹ ساله[۹۵][۲۹۷][۲۹۸][۲۹۹][۳۰۰]
10. سلیمان رضایی، شهریار[۱۵۷][۳۰۱]
11. سید محمدحسین طاهایی، شهریار – اهل چالوس – ۳۴ ساله[۹۵][۲۱۷][۳۰۲]
12. شاهین امیری، شهریار[۱۳۶]
13. علی سرتیپی، شهریار[۷۰]
14. علیرضا نوری، شهریار – ۱۷ ساله[۹۵][۱۰۲]
15. گلنار صمصامی، شهریار – دارای یک فرزند پسر ۸ ساله[۹۵][۳۰۳][۳۰۴][۳۰۵]
16. محمد عربی، شهریار – ۱۹ ساله، ۲۶ آبان ۱۳۹۸[۹۵][۱۱۳][۳۰۶]
17. محمد عربی، شهریار[۷۰]
18. محمد عکاس، شهریار[۱۵۷][۳۰۱]
19. محمدحسین طاهایی، شهریار – ۳۴ ساله[۷۰][۳۰۷]
20. محمدمعین صالحی، شهریار[۹۵][۳۰۱]
21. مهدی پاپی، شهریار[۶۷][۷۰]
22. مهرداد معین‌فر، شهریار – ۳۲ ساله[۹۵][۱۱۳][۳۰۸][۳۰۹]
23. موسی بهرام، شهریار[۱۹][۳۰۱]
24. میلاد محققی، شهریار شهرک فردوسیه – ۲۴ ساله[۹۵][۳۰۸][۳۱۰][۳۱۱][۳۱۲]
25. میلاد نجه‌وند، شهریار[۶۷][۹۵]
26. نادر مؤمنی، شهریار – ۵۵ ساله[۹۵][۳۱۳]
27. هدایت‌الله حمید، شهریار[۲۰۴]

بهارستان جاده ساوه:
1. محمدطاهری، سه‌راه آدران قلعه میر – ۱۹ ساله، دانشجو[۷۰][۳۱۴]
2. محسن مظفری، شهرک گلستان بهارستان – ۳۷ ساله[۲۰][۹۵]
3. غیبعلی رمضانی، شهرک گلستان بهارستان[۹۵]
4. پوریا ناصری‌خواه، بهارستان (سه‌راهی آدران) قلعه میر– ۲۳ ساله – اهل کرمانشاه[۹۵][۳۱۵][۳۱۶]
5. محمد ملکی، قلعه میرسه‌راهی آدران جاده ساوه – ۲۳ ساله، متأهل، دارای ۱ فرزند، در ۲۵ آبان با شلیک گلوله نیروهای امنیتی مجروح شد. ۶ بهمن ۱۳۹۸ بر اثر جراحات جان باخت و روز ۸ بهمن ۱۳۹۸ در امامزاده‌باقر شهرستان بهارستان به خاک سپرده شد.[۵۳][۵۴][۵۵][۳۱۷]
6. علیرضا محمدزاده، قلعه میر سه‌راهی آدران تهران – اهل سراب٬ متولد ۱۳۶۹، دارای ۲ فرزند[۳۱۸][۳۱۹][۳۲۰]
7. ابوالفضل شعبانی، قلعه میرسه‌راهی آدران جاده ساوه – ۱۶ ساله[۸۶][۲۷۰]
8. اسماعیل الله‌قلی، شهرک گلستان بهارستان (جاده ساوه)[۳۲۱][۳۲۲]
9. فاطمه حبیبی، بهارستان[۶۷][۹۵]
10. گل‌آقا نوری، بهارستان[۶۷][۹۵]
11. مجید شیخی، بهارستان – وی از سوی نهادهای امنیتی به عنوان «شهید امنیت» و بسیجی معرفی شده است.[۳۲۳] درحالی که شواهدی بر نقض این ادعا وجود دارد[۳۲۴][۳۲۵][۳۲۶]
12. مهدی ولی‌پور، ۱۶ ساله، جاده ساوه (محل اصابت گلوله)، بهارستان (محل درگذشت)[۷۵][۸۹][۹۰]

قلعه حسن‌خان:
1. اسماعیل رضایی پیرپشته، قلعه حسن‌خان – پدر یک دختر ۳٫۵ ساله[۹۵][۱۲۷][۳۲۷][۳۲۸][۳۲۹]
2. جواد بابایی، قلعه حسن‌خان[۹۵][۱۲۷][۱۲۷]
3. حسن علیزاده، قلعه حسن‌خان – ۲۳ ساله[۹۵][۱۲۷][۳۳۰]
4. حسین حاجی‌آبادی، قلعه حسن‌خان[۹۵]
5. حسین شهبازی، قلعه حسن‌خان[۱۲۷][۳۰۱]
6. حیدرعلی رمضان‌نژاد، قلعه حسن‌خان – ۵۳ ساله[۷۱][۹۵][۱۰۹]
7. عبدالله آجرلو، قلعه حسن‌خان[۹۵][۱۲۷][۳۳۱]
8. علیرضا بابایی، قلعه حسن‌خان[۹۵]
9. نوید بهبودی، قلعه حسن‌خان (شهر قدس)[۹۵][۳۳۲]
10. یاسین (مجتبی) رمضان‌نژاد دهکا، قلعه حسن‌خان – متولد ۱۳۶۵ در گیلان، آستانه اشرفیه دهستان دهکا – دارای یک فرزند[۹۵][۱۱۳][۳۳۳]

کیان‌شهر:
1. حسن طاووسی، کیان‌شهر[۶۷][۲۱۷]
2. سیامک نویدی بیلداشی، کیان‌شهر – متولد ۱۳۶۶[۹۵][۱۱۳]

شهرقدس:
1. حسین سلطانی، شهرقدس[۱۳۳]

ملارد:
1. حسن صحرایی، ملارد – زادهٔ گناباد[۱۱۳][۳۳۴]
2. رضا پذیرش، ملارد[۷۰]
3. سجاد رضایی، ملارد – ۲۳ ساله[۹۵][۳۳۵][۳۳۶][۳۳۷][۳۳۸][۳۳۹]
4. فرهاد مجدم، ملارد – زادهٔ ۵ مرداد ۱۳۶۱ در شیراز[۹۵][۳۴۰]
5. علی رحمانی، ملارد[۹۵]
6. محمد تیموری، در منطقه‌ای بین شهر جدید اندیشه و ملارد[۳۴۱]
7. مرتضی ابراهیمی، ملارد، پاسدار و فرمانده گردان امام حسین ملارد[۳۴۲]
8. مصطفی رضایی، ملارد، از کارکنان شهرداری ملارد[۳۴۲]
9. مهدی دائمی، سرآسیاب ملارد[۹۵][۳۴۳]
10. مهرزاد رضایی، ملارد (کرج)[۹۵][۱۵۷]
11. هادی سرتیپی، ملارد[۷۰][۹۵]
12. وحید دامور، جاده ملارد کرج – ۳۰ ساله[۳۴۴]
13. امیرحسین زارع‌زاده، مکان اصابت گلوله: سرآسیاب ملارد، مکان جان‌باختن: تهران[۳۴۵]

بومهن:
1. بهروز فلاح، بومهن[۲۰۴]
2. میثاق ملکی، بومهن[۲۰][۷۰]
3. یوسف درری، بومهن – اهل روستای هوددن گنبدکاووس – ۳۴ ساله – دارای ۲ فرزند[۳۴۶]

نسیم‌شهر:
1. سیدقاسم حسینی، نسیم‌شهر[۶۷][۳۴۷]
2. هادی قربانی، نسیم‌شهر – اهل تکاب[۹۵][۱۲۷]
3. امین نادری، نسیم‌شهر[۱۳۳]

رباط‌کریم:
1. ابراهیم فرخی راد، رباط‌کریم تهران[۳۴۸]
2. پدرام ناصری، رباط‌کریم تهران[۱۹][۷۱]
3. پروانه سیفی، رباط‌کریم تهران[۳۴۸]
4. پرویز کاشانی، رباط‌کریم تهران[۳۴۸]
5. جاوید میرزایی، رباط‌کریم تهران – اهل میانه، آرایشگر[۳۴۹][۳۵۰]
6. جمال رمضانی، رباط‌کریم تهران[۳۴۸]
7. جمشید خدایاری، رباط‌کریم تهران[۳۴۸]
8. حسین آقبلاقی، رباط‌کریم تهران[۱۳۵]
9. حسین امینی، رباط‌کریم – ۳۰ ساله، دارای ۲ فرزند[۲۰][۳۵۱]
10. حسین عزیری، رباط‌کریم تهران[۳۴۸]
11. رستم جابری، رباط‌کریم تهران[۳۴۸]
12. سهراب مقدمنیاز اصل، رباط‌کریم تهران[۳۴۸]
13. سیروس سهروردی، رباط‌کریم تهران[۳۴۸]
14. عباس یوسفی، رباط‌کریم تهران[۳۴۸]
15. علی بابایی، رباط‌کریم تهران[۳۴۸]
16. فرشاد جعفری‌زاده، رباط‌کریم تهران[۳۴۸]
17. فرهاد فروغی، رباط‌کریم تهران[۳۴۸]
18. فریدون خشنودی، رباط‌کریم تهران[۳۴۸]
19. محمدرضا عزیزی، رباط‌کریم تهران[۳۴۸]
20. مرتضی نوری، رباط‌کریم[۱۳۶]
21. ناصر پروری، رباط‌کریم تهران[۳۴۸]

#### پرند
1. امیر (شاهپور) اوجانی، پرند – ۴۳ ساله، متأهل، پدر ۴ فرزند و صاحب یک مغازه ساندویچی، بر اثر شدت جراحات ناشی از اصابت گلوله در جریان اعتراضات آبان، روز ۱۹ دی ۱۳۹۸ جان باخت.[۵۳][۳۱۷]

### استان زنجان
زنجان:
1. میرحسین عباسی، زنجان – پدر سه فرزند[۹۵]

### استان فارس
شیراز:
1. امیر الوندی‌مهر، شهرک گویم شیراز – ۲۲ ساله[۲۱۷][۳۵۲][۳۵۳]
2. امیر پناهی، شیراز[۷۰][۱۰۹]
3. امیر رودگری، شیراز[۲۰۴]
4. بهمن (رضا) جعفری، شیراز – متولد ۱۳۷۰[۹۵][۳۵۴][۳۵۵][۳۵۶][۳۵۷]
5. پیمان شعاعیان، شیراز[۱۹][۷۱]
6. جانفشان اسدی، شیراز[۳۵۸][۳۵۹]
7. جمال قریشی، شیراز[۷۰][۱۰۹]
8. جواد نکویی، شیراز[۲۰][۷۰]
9. حسین بذرافشان، شیراز[۷۰][۳۶۰]
10. حسین حیدری، شیراز[۷۰][۱۰۹]
11. حمید ریحانی، شیراز[۷۰][۱۱۰]
12. حمید فرهادی، شیراز[۷۰][۱۰۹]
13. رسول شیروانی، شیراز[۱۳۶]
14. رسول قویمی، شیراز، اهل قلات[۹۵][۱۱۸]
15. رضا جعفری، شیراز[۷۱][۹۵]
16. رضا دهقان، شیراز[۲۰۴]
17. رضا علیپور، شیراز[۱۹][۷۱]
18. سعید صادقی، شیراز[۱۹][۷۱]
19. سید کیوان یرفی، شیراز[۷۰]
20. شبنم دیانی، شیراز – اهل بهبهان[۳۶۱][۳۶۲]
21. صادق احمدپناهی، شهرک صدرای شیراز[۷۰][۹۵]
22. عبدالله قویمی، شیراز[۹۵][۱۱۸]
23. علیرضا انجوی، شهرک صدرای شیراز – ۲۷ساله، لیسانس معماری[۹۵][۳۶۳]
24. فرشاد میری، شیراز[۷۰][۱۱۰]
25. کامبیز قرداشی، شیراز[۷۰][۱۱۰]
26. کیانوش قرداشی، شیراز[۷۰][۱۱۰]
27. مجید ریحانی، شیراز[۷۰][۱۱۰]
28. مجید هاشمی، شهرک صدارای شیراز[۹۵][۱۱۸][۳۶۴]
29. محسن پایدار، شیراز[۱۹][۷۱]
30. محمد داستان‌خواه، شهرک صدرای شیراز – ۱۵ ساله، متولد ۲۰ مرداد۱۳۸۳[۷۶][۷۷][۷۸][۷۹][۸۰][۹۵][۳۶۵]
31. محمد حسین حورنگ، شیراز[۷۰][۱۰۹]
32. محمد شجاعی، شیراز[۱۹][۷۱]
33. محمد یوسفی، شیراز[۱۹][۷۱]
34. محمدحسین شکاری، شیراز[۱۹][۷۱]
35. محمدرضا جمشیدی، شیراز – ۲۰ ساله[۹۵][۳۶۶]
36. محمدرضا خورشیدی، شیراز – ۲۰ ساله[۷۰][۹۵][۹۷]
37. مرتضی محمدزادگان، شیراز[۷۱][۱۵۷]
38. مصطفی زمانی، شیراز[۲۰۴]
39. مهدی جهانبازی، شیراز – اهل سپیدان، ۳۵ ساله، دارای ۲ فرزند ۳ و ۵ ساله[۹۵][۳۶۷][۳۶۸]
40. مهدی سلوکی، شیراز[۲۰۴]
41. مهدی نیکویی علی‌آبادی، شیراز – ۲۳ ساله، دانشجوی رشته حقوق دانشگاه آزاد شیراز[۹۵][۲۱۷][۳۶۹][۳۷۰][۳۷۱][۳۷۲][۳۷۳]
42. نادر اسدی، شیراز[۷۰][۱۰۹]
43. نادر نصیرپور، شیراز – ۶۶ ساله، در ۲۶ آبان مجروح شد و به کما رفت. او ۲ دی ۱۳۹۸ در بیمارستان رجایی شیراز درگذشت.[۱۳۵][۳۷۴]
44. هاشم زارع، شیراز[۷۰][۱۱۰]
45. وحید ترابی، شیراز[۷۰][۱۱۰]
46. (نام: نامشخص) پارسایی، شیراز[۳۵۸]
47. علی شاپور جانی، شیراز[۱۳۳]

### صفاشهر
1. محمدحسین نظری، صفاشهر[۲۰۴]

### استان گیلان
لنگرود:
1. پژمان (علی) قلی‌پور ملاطی، لنگرود – ۱۸ ساله، در کرج هدف گلوله قرار گرفت[۳۸][۹۵][۹۷][۳۷۵]

### استان مرکزی
اراک:
1. فرهاد میری، اراک[۷۱][۱۱۰]
2. مسعود صابری، اراک[۲۰][۷۱]

### ساوه
1. ابوالفضل شعبانی، ساوه[۱۹][۷۱]
2. محمدعلی بهرامی[۲۰۴]

### استان گلستان
گرگان:
1. حامد سمنانی، گرگان[۷۰][۳۷۶]

### استان لرستان
خرم‌آباد:
1. ارشیا پیروزی، خرم‌آباد[۱۵۷][۳۷۶]
2. حسین پاپی، خرم‌آباد[۲۰][۳۷۶]
3. سید مصطفی زارع‌زاده[۳۷۶]
4. فرشاد دریکوند، خرم‌آباد[۳۷۶]
5. مرتضی مرادی، خرم‌آباد[۳۷۶]

### استان هرمزگان

#### بندرعباس
1. قاسم خلاده، بندرعباس[۱۳۶]
2. موسی شجاعی، بندرعباس[۱۳۶]